# Палаццо Сан-Джорджо
Палаццо Сан-Джорджо (італ. Palazzo San Giorgio) — палац XIII століття у місті Генуя в Італії, розташований на площі Карікаменто в середньовічному історичному центрі міста.

## Історія
Палац побудований у 1260 році цистерціанським архітектором Фра Оліверіо на замовлення Гульєльмо Бокканегра, першого капітано-дель-пополо республіки Генуя.
Палац запланували як резиденцію капітано-дель-пополо (італ. palazzo del Capitano del Popolo) і створювали як політичний центр світської влади Генуезької республіки, альтернативний центру релігійної влади духовенства, який розміщувався в Соборі Сан-Лоренцо.
У 1261 році Гульєльмо Бокканегра уклав Німфейський договір з Михаїлом VIII Палеологом, згідно з якою генуезці отримували у відродженій Візантійській імперії торгові права і привілеї, які раніше мала Венеція в ліквідованій Латинській імперії. Венеційських торговців вигнали з портів Візантії і посольство Венеційської республіки в Константинополі було знесено, а його матеріали (зокрема статуї левів) були передані Михаїлом VIII генуезцям і були використані для прикрашення будівлі Палаццо Сан-Джорджо в Генуї.
У 1262 році Гульєльмо Бокканегра в результаті перевороту було вигнано з міста і палац було перетворено на в'язницю. За легендами в ній утримували Марко Поло, після того як він потрапив у генуезький полон внаслідок Битви при Курцолі. Перебуваючи в полоні, він в 1298 році надиктував мемуари Рустікелло з Пізи, який своєю чергою перебував у генуезькому полоні з 1284 року після Битви при Мелорії. Ці мемуари про подорож Поло до Китаю стали відомі як Книга чудес світу (фр. Le Dévisement du monde).
З 1340 року палац став штаб-квартирою судових органів для нагляду за портовою торгівлею і тут були розміщені митниці та офіси так званих Compere, органів влади, яким доручено управління кредитами від громадян міста.
У 1407 році усі Compere були об’єднані в єдину установу і це призвело до народження Casa delle Compere e dei Banchi di San Giorgio, або Банку Сан-Джорджо, одного з перших комерційних банків, створених в Італії, а можливо, й у світі. З 1451 року під управління банку Сан-Джорджо перейшла вся будівля, через що вона й дістала свою назву.
У 1481—1482 роках художник Карло Браческо прикрасив фасади ренесансними фресками в стилі тромплей. У 1571 році палац був розширений, а потім кілька разів реставрований.
З 1903 року в Палаццо Сан-Джорджо розташовується адміністрація порту Генуї. Розташований поблизу центру міста, старого порту та Акваріума Генуї, він періодично відкриває свої двері для публіки та розміщує виставки з історії міста.

## Фотогалерея

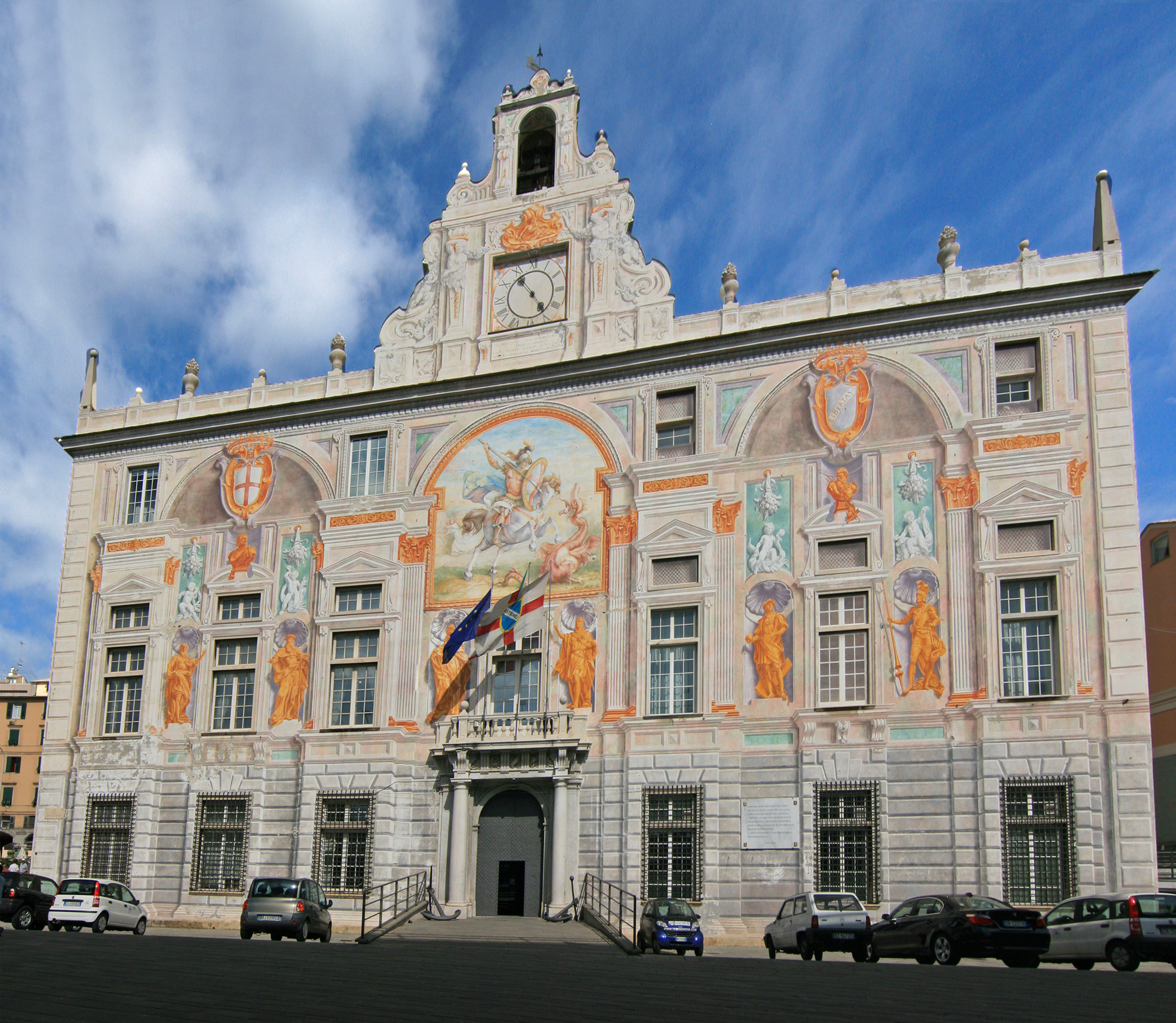
Західний фасад палацу з фресками Карло Браческо
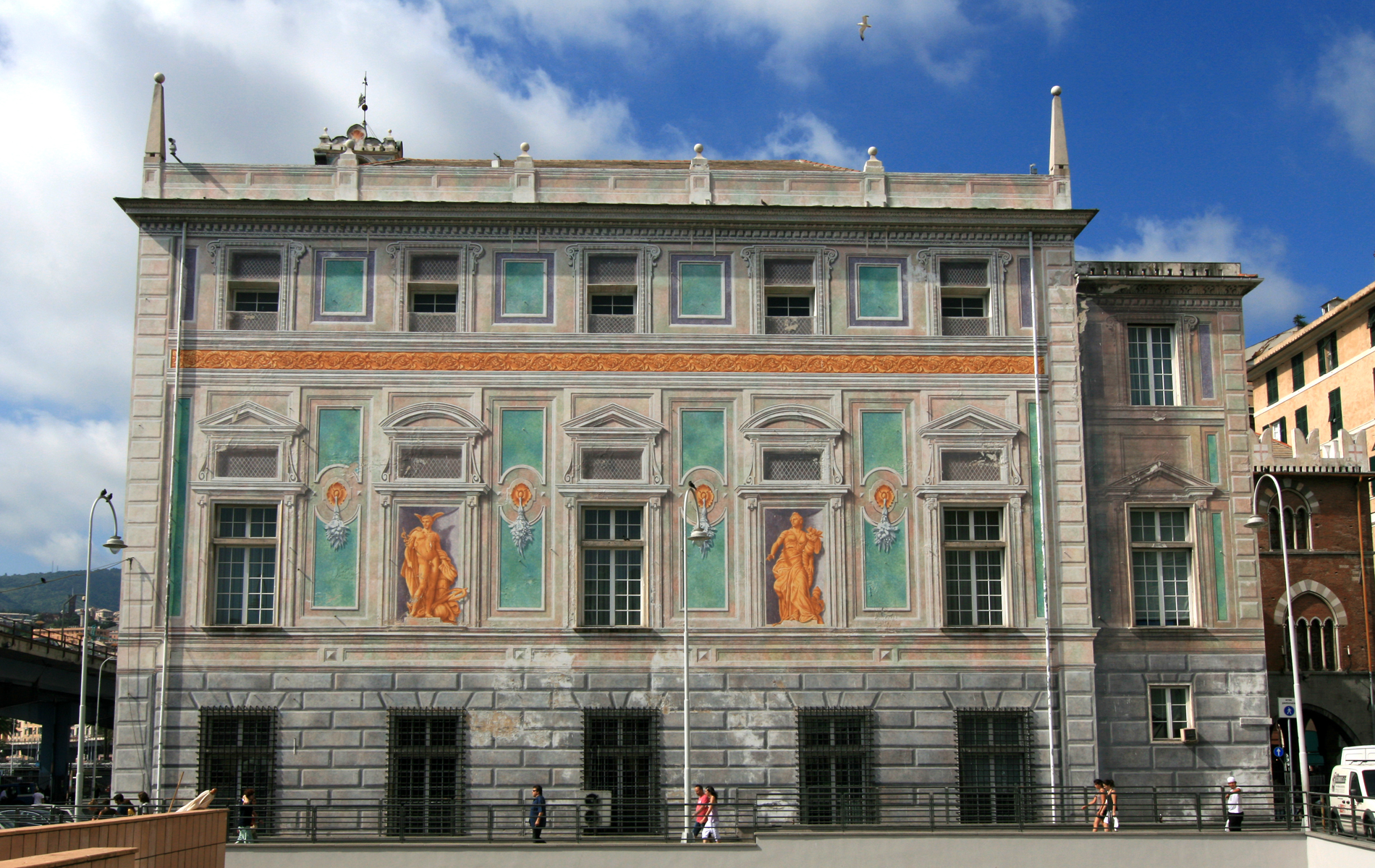
Південний фасад палацу
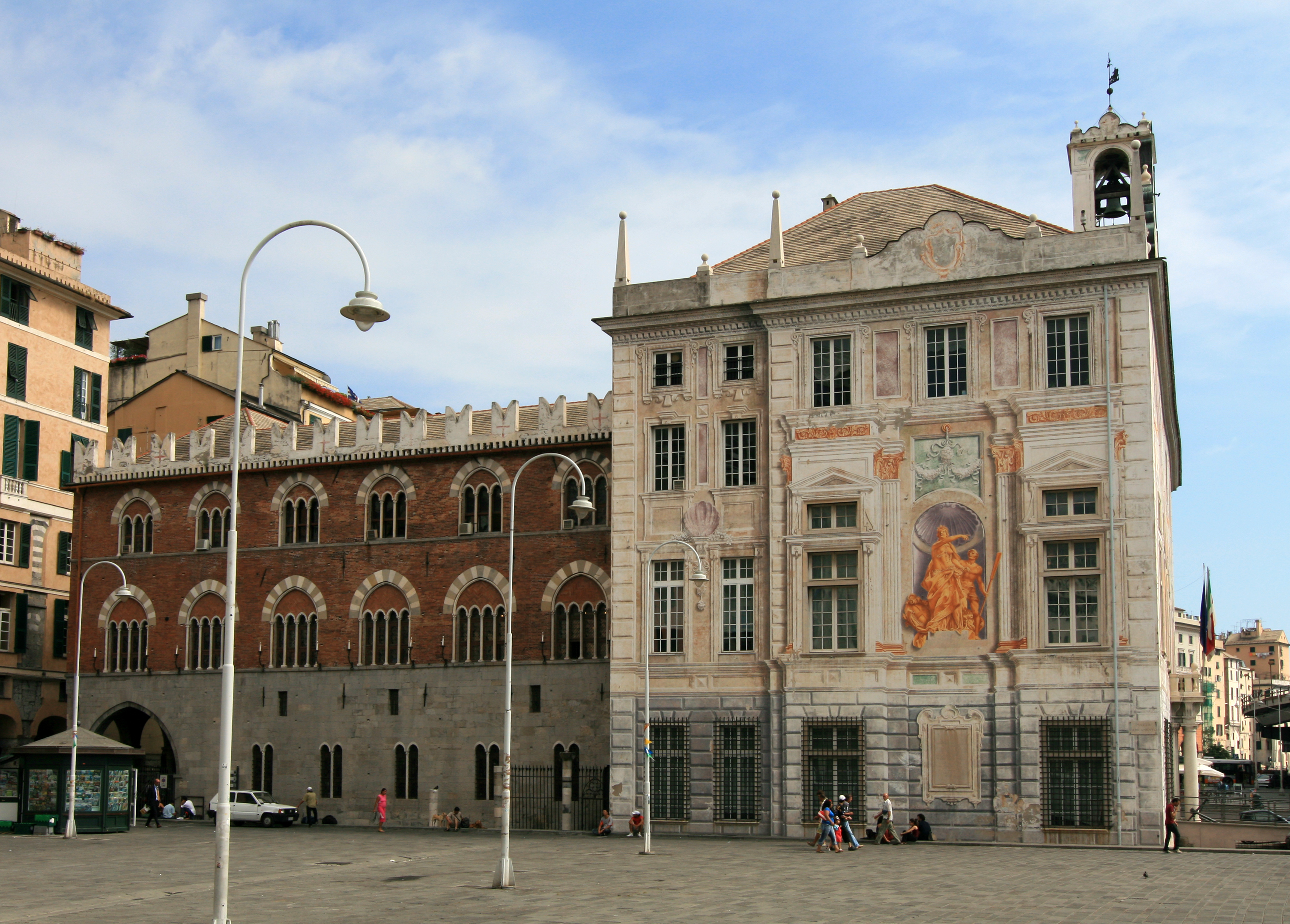
Північний фасад
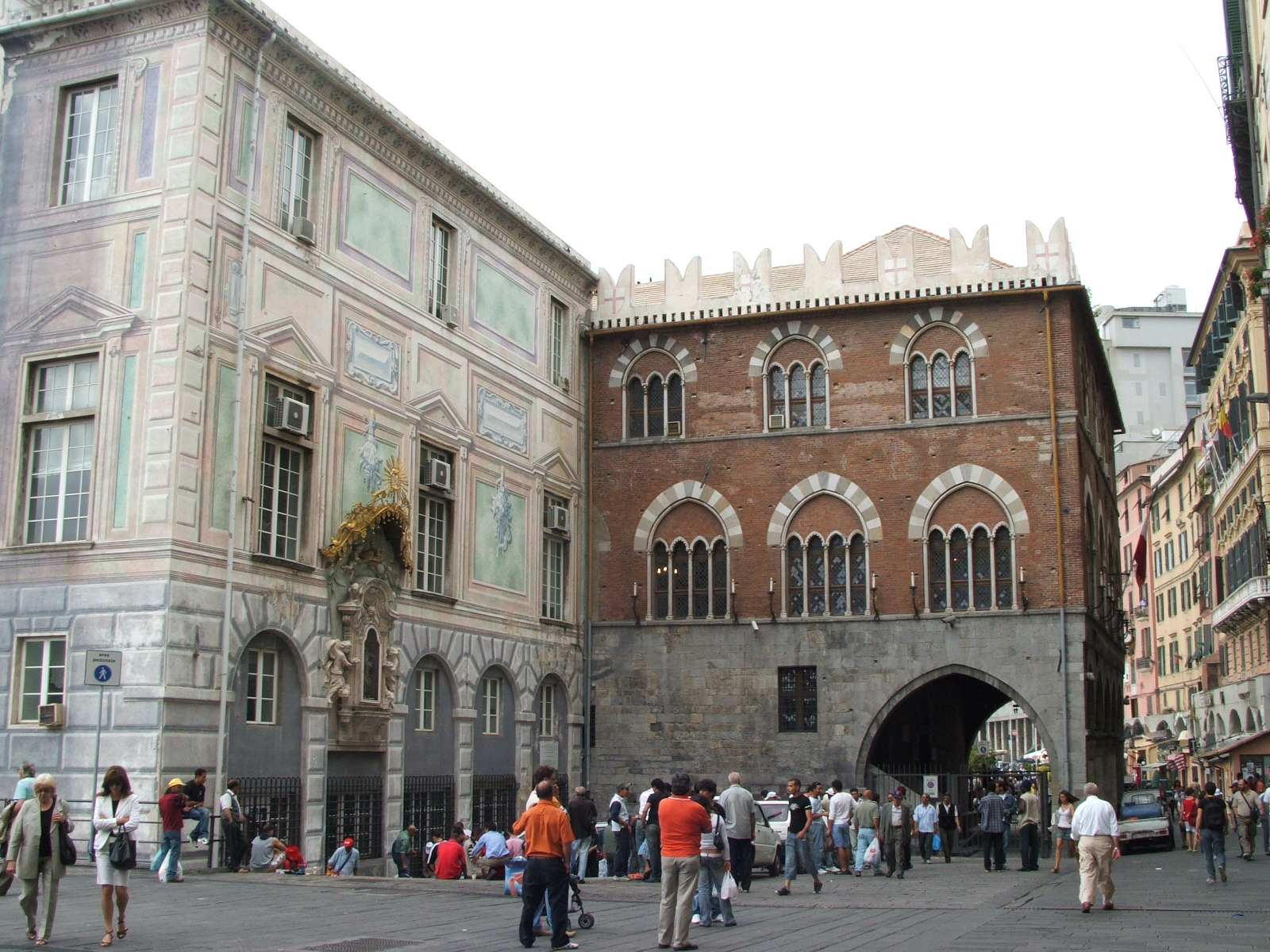
Східний фасад палацу
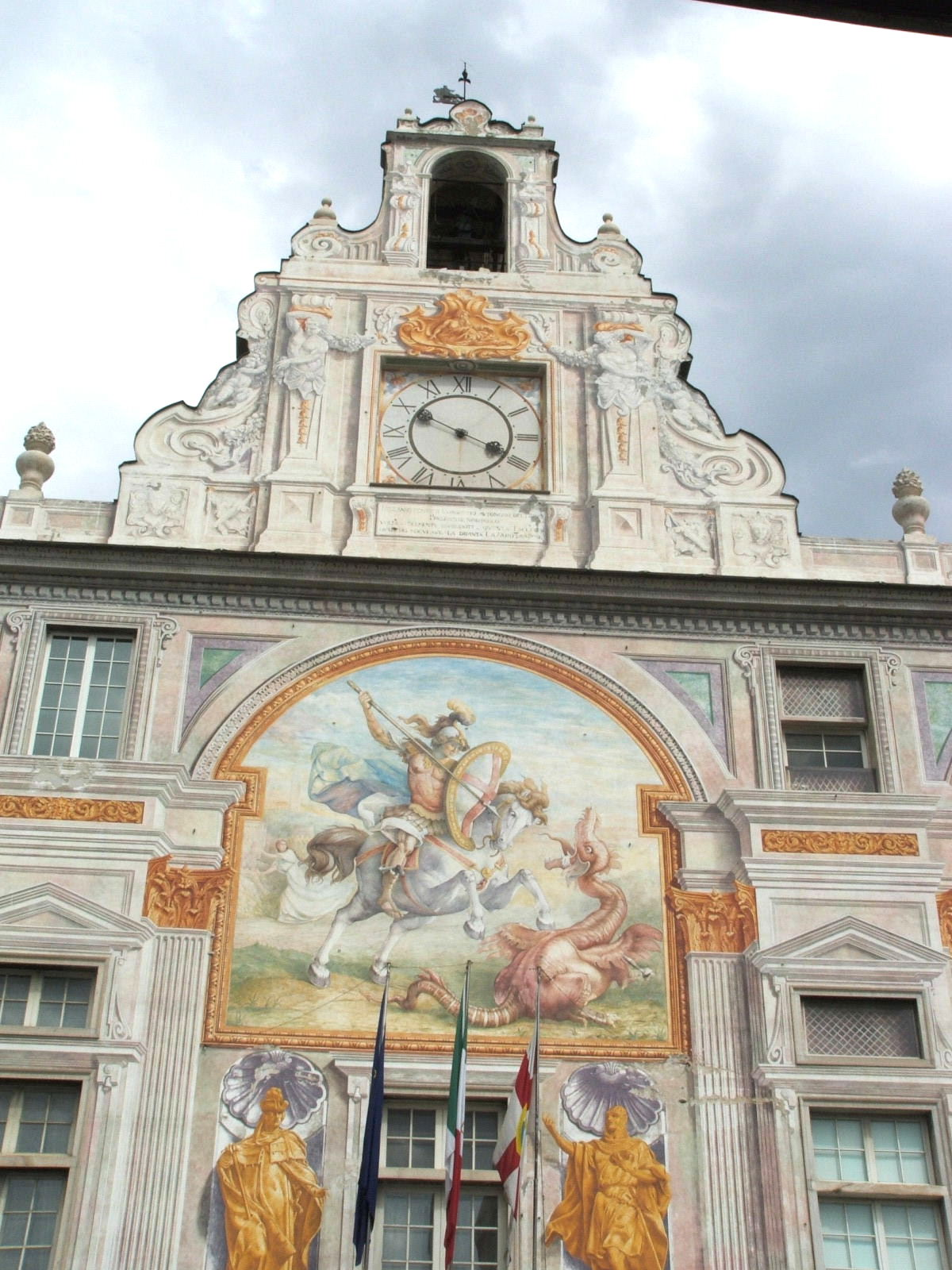
Фронтон фасаду
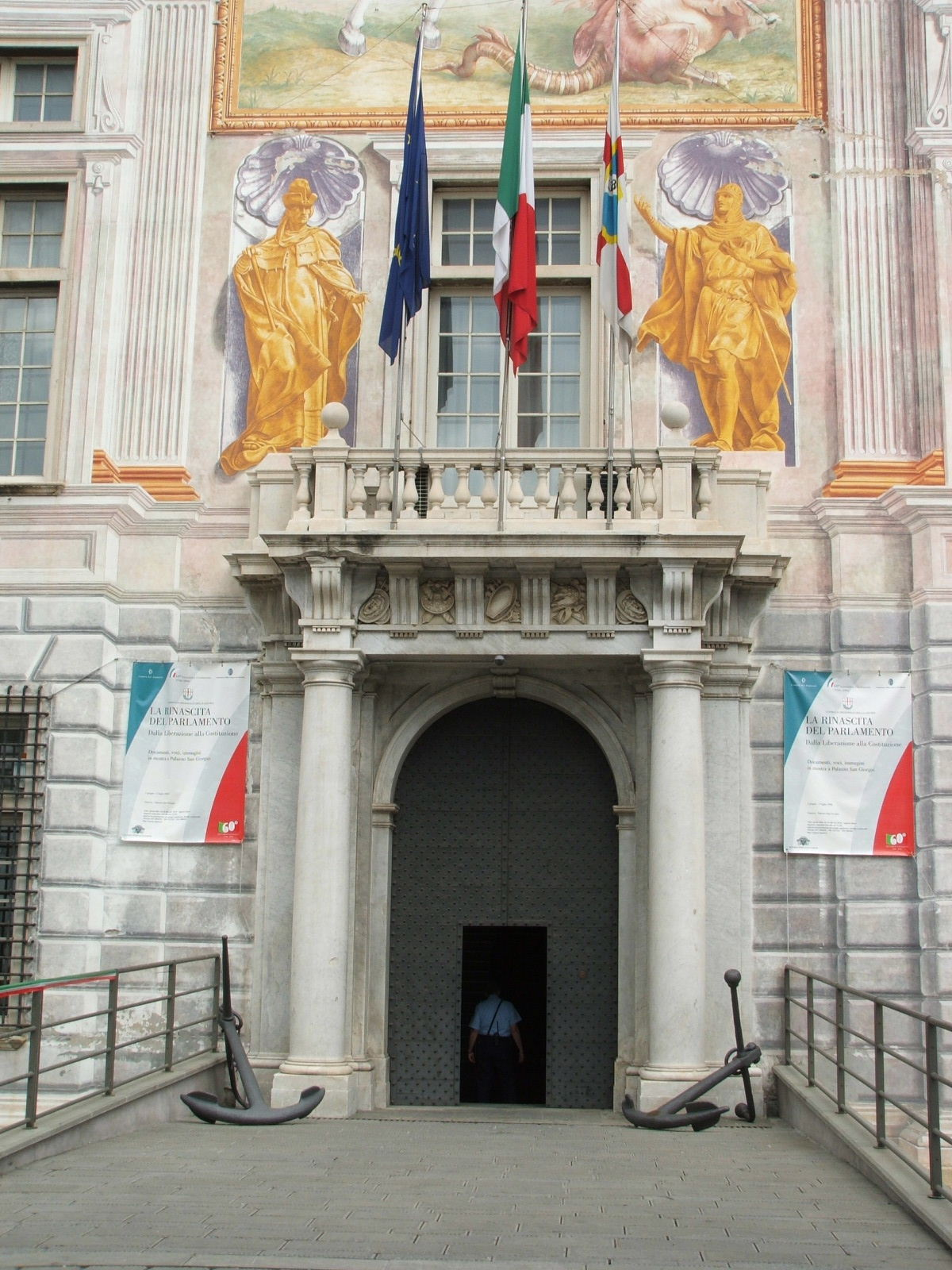
Брама
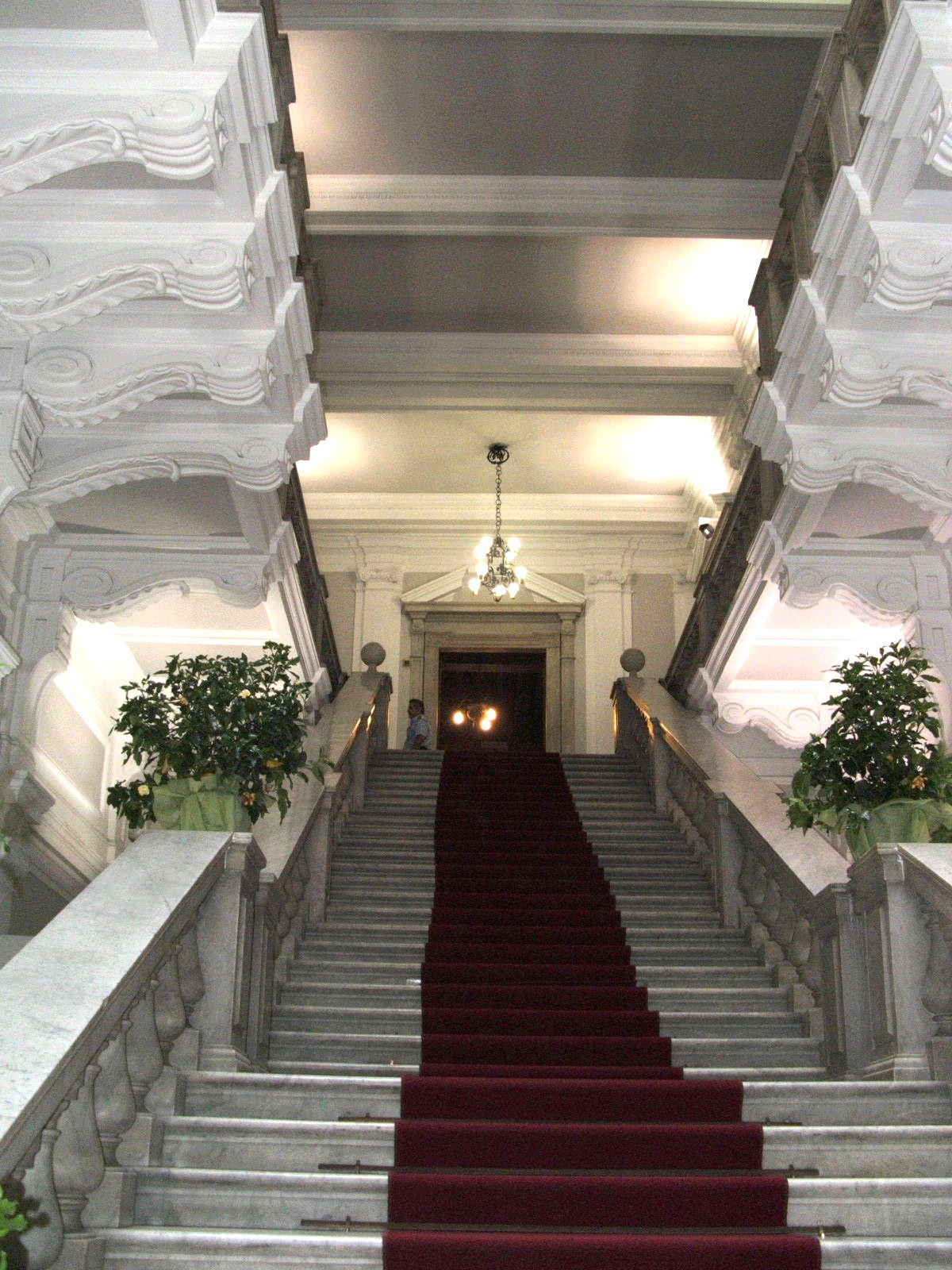
Центральні сходи
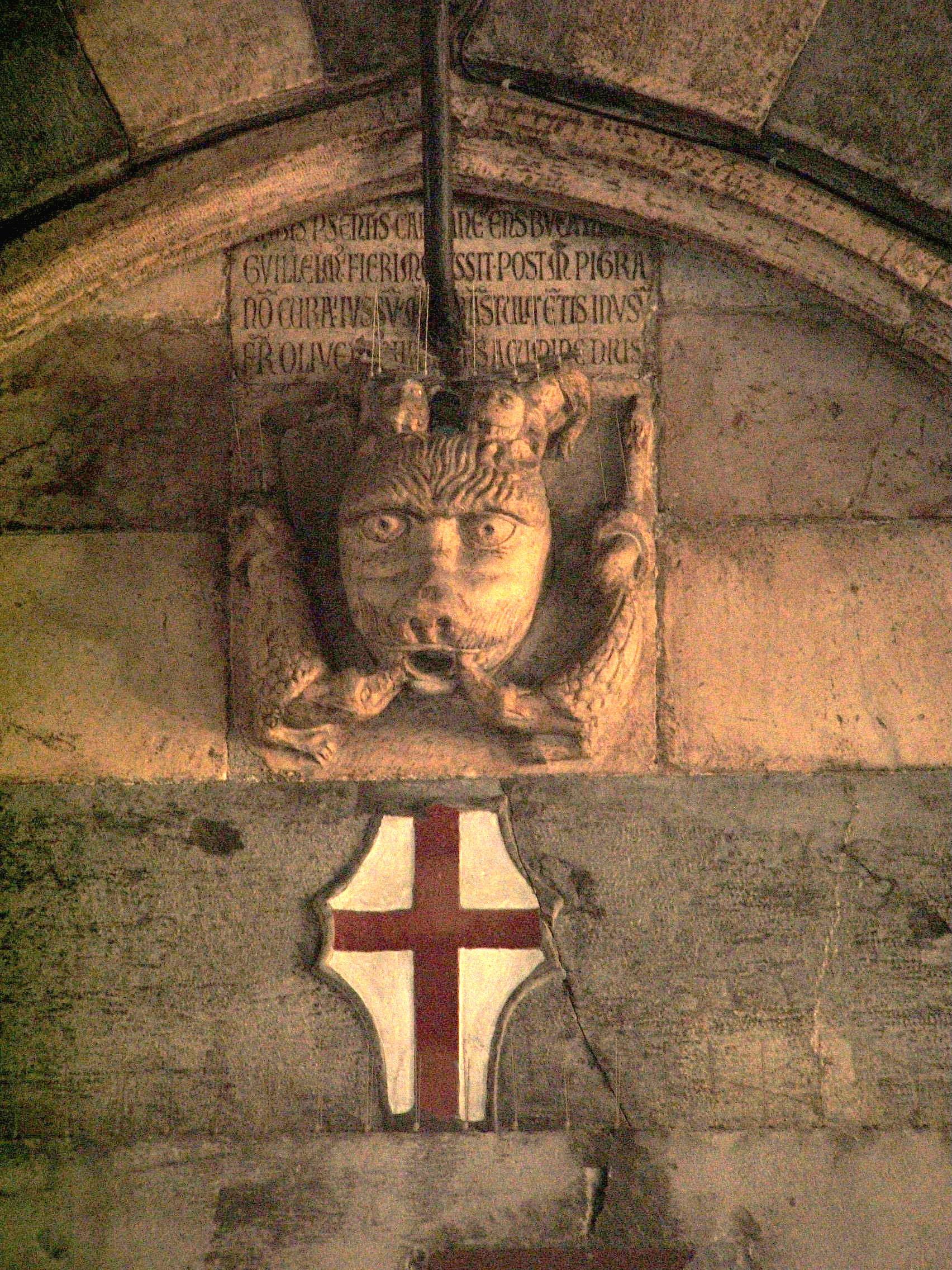
Маскарон з гербом Генуї (Хрестом Святого Георгія)
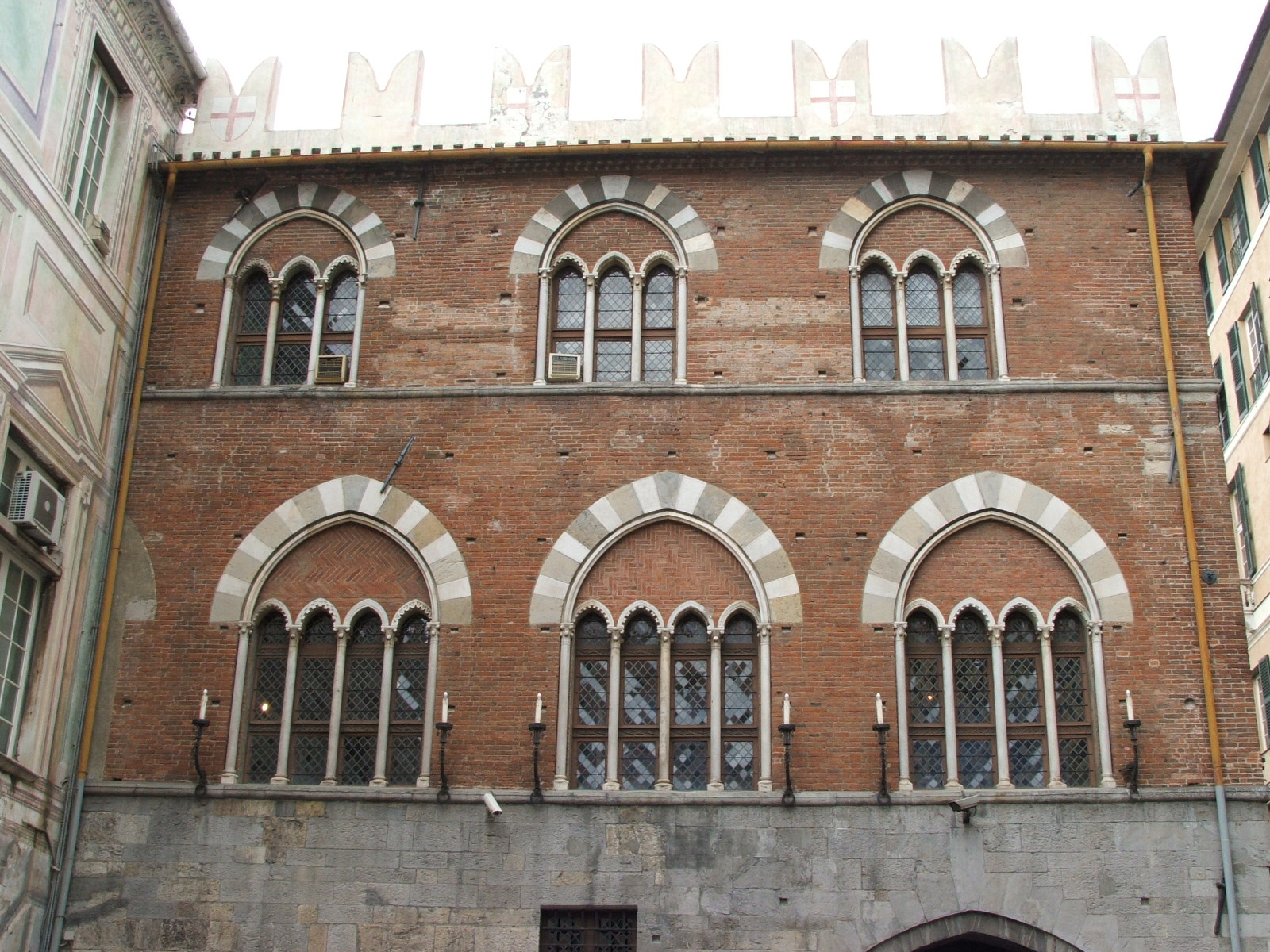
Вікна палацу в стилях трифора та квадрифора